# ألبرت كليمنت
ألبرت كليمنت (بالفرنسية: Albert Clément) هو سائق سيارة سباق فرنسي، ولد في 7 يوليو 1883 في باريس في فرنسا، وتوفي في 17 مايو 1907 في دييب في فرنسا.

## الوفاة
مات في 1907 خلال مشاركته في سباق جائزة فرنسا الكبرى. وتسببت الحادثة في أن يفقد والده غوستاف كليمنت اهتمامه بسباق السيارات ثم انسحاب الفريق الخاص بهم.

## روابط خارجية
- ألبرت كليمنت على موقع DriverDB.com (الإنجليزية)